# Sten Elliot
Sten Georg Elliot (* 24. Dezember 1925 in Göteborg; † 16. Januar 2022 in Vargön) war ein schwedischer Regattasegler.

## Werdegang
Sten Elliot belegte zusammen mit Bengt Palmquist und Göran Crafoord bei den Olympischen Spielen 1960 in Rom den 20. Platz in der Regatta mit dem Drachen.